# Aphae-eup
Aphae-eup (koreanska: 압해읍) är en köping i kommunen Sinan-gun i provinsen Södra Jeolla i den sydvästra delen av Sydkorea, 305 km söder om huvudstaden Seoul. Den är kommunens administrativa huvudort.
Aphae-eup omfattar sju bebodda öar och ett antal mindre kringliggande obebodda öar.
Den största ön är Aphaedo (49,1 km² / 5 686 invånare).